# Bally's Las Vegas

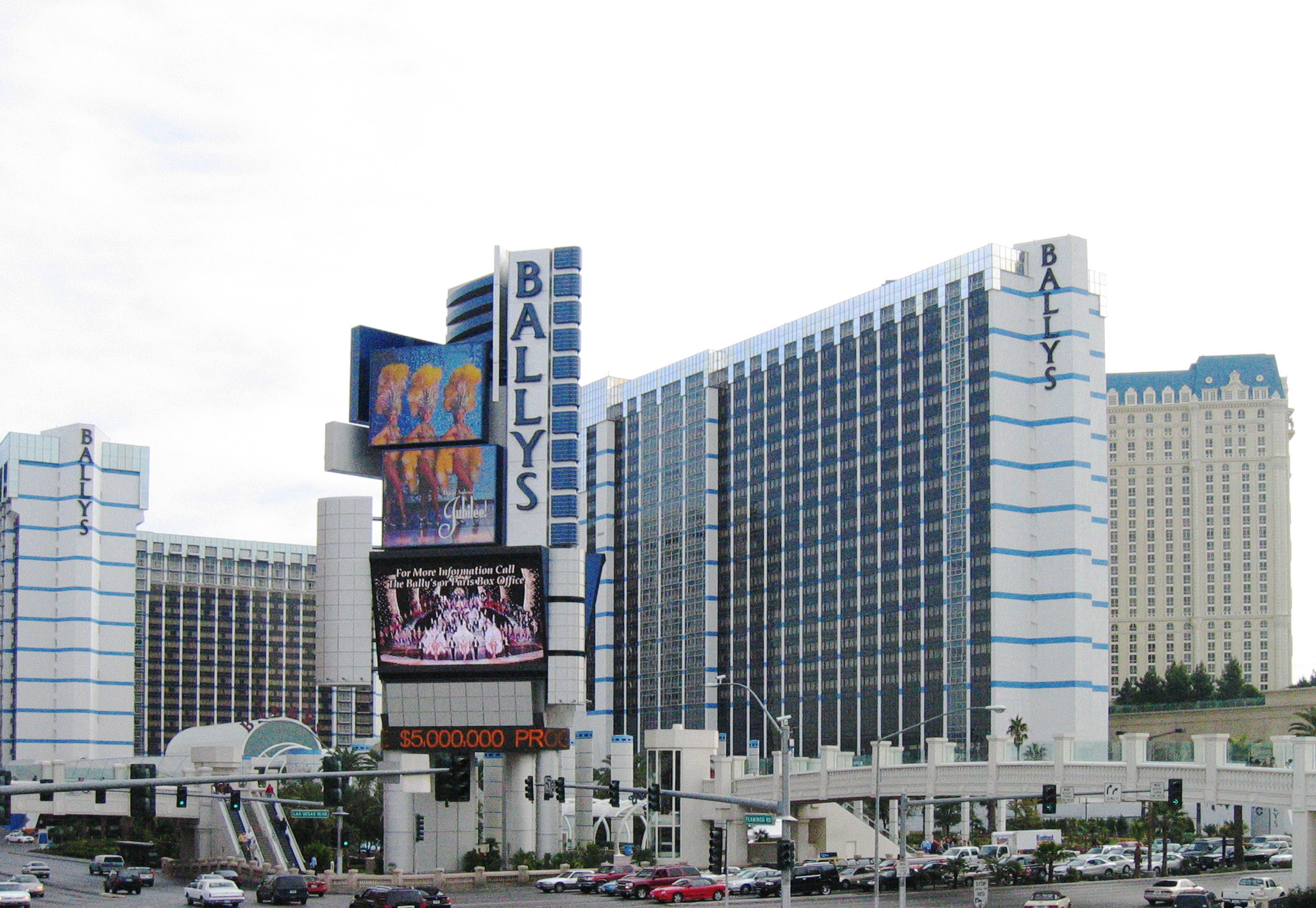
Bally's Las Vegas

Bally's Las Vegas je kasíno-hotel na Stripu v Paradise v metropolotní oblasti Las Vegas. Má 2814 pokojů a rozloha kasína je 6,352.2 m².
Otevřen byl 4. prosince 1973 pod jménem MGM Grand Hotel a s 2100 pokoji patřil mezi největší hotely na světě. 21. listopadu 1980 v hotelu došlo k jednomu z nejhorších požárů hotelu v moderní historii USA, při kterém zahynulo 85 lidí a 627 bylo zraněno. Hotel byl poté více než osm měsíců uzavřen a rekonstruován. Znovuotevřen byl 29. července 1981, o rok později byl rozšířen o další budovu. Dnešní jméno získal v roce 1986 poté, co jej zakoupila Bally Manufacturing.